# Grabče
Grabče so naselje v Občini Gorje.